# Rojsty
Rojsty – powieść Tadeusza Konwickiego, napisana w 1947, opublikowana w 1956 roku. Utwór opowiada o losach Stanisława Żubrowicza i jego pobycie w oddziale partyzanckim od 1944 do 1945 roku.

## Tytuł
Tytuł nawiązuje do rojstów, podmokłych obszarów na Litwie, porośniętych niską roślinnością, które są stałym elementem krajobrazu litewskiego.

## Streszczenie powieści
Akcja powieści rozpoczyna się latem 1944 roku na Litwie. Bohater powieści ukrywa się przed poborem do wojska, pracując na folwarku pod przybranym nazwiskiem, Stanisław Żubrowicz. Po powrocie do Wilna udaje się do Ewy, dziewczyny, w której jest zakochany. W jej mieszkaniu spotyka grupę partyzantów. Jednym z nich jest chłopak o pseudonimie Aktor, który wyraźnie zaleca się do Ewy. Zazdrosny Stanisław postanawia również zostać partyzantem (wcześniej odwodziła go od takiej decyzji jego nauczycielka z tajnych kompletów).
Stanisław, wraz ze swoim przyjacielem Stefanem, dołącza do oddziału partyzanckiego pod pseudonimem Żubr. Wśród partyzantów spotyka Aktora i dowiaduje się, że jest on uważany za bohatera, ze względu na dużą liczbę zabitych (chodzi tu jednak nie o rosyjskich żołnierzy, a o białoruskich chłopów, posądzanych o sympatie bolszewickie). Stanisław i Stefan rozpoczynają swoje życie w partyzantce. Składa się ono głównie z kompromitujących epizodów i bezładnych ucieczek przed rosyjskimi oddziałami. Gdy po jednej z takich ucieczek oddział odpoczywa w chłopskiej chacie, jeden z żołnierzy, porucznik Kozak, gwałci nieletnią córkę gospodarzy. Żaden z partyzantów nie reaguje. Innym razem, kiedy oddział przebywał w małym folwarku należącym do pani Korsakowej, broń Stanisława przypadkiem wystrzeliła. Nikt nie został ranny. Podczas jednej z akcji partyzanci niechcący strzelają do jednego ze swoich – Jarzębiny. Rannego zostawiają w lesie, żeby nie obciążać drużyny. Kiedy partyzanci zatrzymują się na dniówkę w folwarku, w którym bohater wcześniej pracował, Stanisław dowiaduje się, że Emilka, dziewczyna, z którą tam romansował, była z nim w ciąży i musiała z tego powodu wyjść za mąż za przypadkowego mężczyznę. W noc, kiedy opuszczają folwark, broń Stanisława przypadkowo strzela i trafia Stefana. Niedługo potem Stefan umiera z powodu odniesionej rany.
Na wiosnę partyzanci dowiadują się, że inne oddziały zostały rozbite. Postanawiają mimo to pozostać w lesie. Stanisław udaje się do Wilna, aby uzyskać legalizację oddziału od dowództwa AK. Odwiedza przy okazji matkę i Ewę, u której spotyka Aktora. Bohater demaskuje jako kłamliwe przechwałki konkurenta. W mieście natyka się również na matkę Stefana, ale nie mówi jej, że syn nie żyje. Przyjmuje od niej rzeczy, które uszykowała dla syna, po wyjściu z miasta zakopuje je w ziemi.
Podczas jednej z chaotycznych strzelanin Stanisław zostaje ranny. Powraca do zdrowia w folwarku pani Korsakowej w Podwaryszkach, tam spotyka rotmistrza Orzeszka, komendanta obwodu AK. W tym czasie dostaje list od matki, dowiaduje się z niego, że Ewa wyszła za mąż za Aktora. Zaczyna romansować z mieszkającą w folwarku ukochaną swojego dowódcy, Kwiatka, Celiną. Zazdrosny dowódca prosi go, aby wrócił do oddziału. Stanisław się zgadza, odchodzi z Podwaryszek, nie żegnając się z Celiną.
Tymczasem w oddziale następuje coraz większa demoralizacja. Należący do niego chłopi uciekają, a pozostali żołnierze coraz częściej sprzeciwiają się dowódcy. Ostatecznie pozostaje tylko siedem osób: Stanisław, Bonza, Kwiatek, Jaguar, Sułtan, Iłgas i Gil. Ta siódemka decyduje się dalej pozostawać w partyzantce, „chodzić do końca”, chociaż nie potrafią bliżej sprecyzować, czym miałby być ten koniec.
Pewnej nocy oddział ujmuje w chłopskiej chacie dwóch bolszewików. Początkowo partyzanci planują ich zabić, jednak kiedy o poranku orientują się, że jest to dwóch bezbronnych staruszków, ogarnia ich litość i rezygnują z planowanej egzekucji. Innym razem partyzanci znajdują krzyż powstańczy z 1863 roku. Bonza ironicznie komentuje różnicę pomiędzy litewskimi partyzantami a powstańcami styczniowymi. Partyzanci przeprowadzają udaną akcję zdobywania zaopatrzenia. Po powrocie z niej orientują się, że omyłkowo napadli na folwark rotmistrza Orzeszka. AK uznaje ich więc za bandytów. Niedługo po tym wydarzeniu partyzanci postanawiają się rozbroić. Stanisław odchodzi do Wilna.

## Problematyka utworu
W powieści występują trzy główne warstwy problemowe:
- deheroizacja partyzantki – powieściowe oddziały partyzanckie są odheroizowane i skompromitowane (brakuje działań wojennych, planu i celu, jedyna udana akcja zostaje omyłkowo przeprowadzona na komendancie AK, a bohater przypadkowo zabija swojego przyjaciela). Konwicki porusza również kwestię braku wyraźnej granicy pomiędzy działaniami partyzanckimi a bandytyzmem (partyzanci strzelają do białoruskich chłopów, dokonują gwałtów).
- oskarżenie międzywojennych wzorców wychowawczych – zbiorowy portret młodych partyzantów pokazuje pokolenie ukształtowane przez literaturę romantyczną i patriotyczne frazesy. Bohater poddaje się nieustannej autoanalizie, porównuje swoje zachowanie do wzorców literackich. Jego zachowania noszą cechy teatralizacji i odgrywania roli[2]. Międzywojenne wzory wychowawcze doprowadziły do zmarnowania patriotycznego potencjału pokolenia. Ten wątek wpisuje Rojsty w literacki nurt obrachunków inteligenckich[3].
- obrona indywidualnego heroizmu – inteligenccy bohaterowie Rojstów pozostają wierni ideałom patriotycznym, nawet w sytuacji pewnej klęski.

## Weryfikacja po latach
W roku 1994 ukazała się książka Ryszarda Kiersnowskiego pt. „Tam i wtedy. W Podweryszkach, w Wilnie i w puszczy. 1939-1945", stanowiąca w dużej części polemikę z „Rojstami”. Kiersnowski jako dowódca Konwickiego podczas walk partyzanckich był świadkiem większości z opisywanych wydarzeń, które naświetlił w zupełnie inny sposób, podkreślając niezgodną z rzeczywistością motywację młodych partyzantów, do końca wiedzących, za jakie ideały walczą. Spośród opisanych wyżej wątków „Rojstów” warto nadmienić odejście ukochanej alter ego głównego bohatera po śmierci ukochanego – dowódcy grupy, szczególną więź duchową z powstańcami styczniowymi, walkę z oddziałami partyzantki bolszewickiej czy też ostateczne, dobrowolne rozwiązanie całego oddziału, który spotyka się w pociągu jadącym za linię Curzona.